# Eli and Edythe Broad Art Museum
Eli and Edythe Broad Art Museum est un musée d'art moderne et contemporain situé à East Lansing aux États-Unis. Il a ouvert le 10 novembre 2012. Il fut financé par Eli Broad et sa femme, avec un financement de 26 millions d'euros. Il est dessiné par Zaha Hadid.